# ノヴァーク・デジェー
ノヴァーク・デジェー（ハンガリー語: Novák Dezső、1939年2月3日 - 2014年2月26日）は、ハンガリーの元サッカー選手、元サッカー指導者。元ハンガリー代表。選手時代のポジションはDF。

## クラブ歴
1956年にソンバトヘイ・ハラダーシュで1部所属選手となった。
1961年にフェレンツヴァーロシュTCに移籍すると、ネムゼティ・バイノクシャーグIを4回制した他、UEFAカップ1971-72ではベスト4に残る活躍に貢献し、1972年に引退した。引退試合は1975年6月7日に行われた。

## 代表歴
1959年10月25日に行われたスイス代表戦で途中出場し代表初出場を記録、この試合は8-0で勝利した。翌年のローマオリンピックにも参加し銅メダルを獲得した。その後も東京オリンピック、メキシコシティーオリンピックに参加し両方で金メダルを獲得した。

## 監督歴
1972年に現役を引退したが、そのままフェレンツヴァーロシュに残ってリザーブチームの監督に就任した。翌年にトップチームの監督も経験した。